# Februari 2017
Dit artikel geeft een chronologisch overzicht van de belangrijkste gebeurtenissen per dag van de maand februari in het jaar 2017.

## Gebeurtenissen

### 1 februari
- De rechtbank in Den Haag bepaalt dat er meer onderzoek moet komen naar de manier waarop in 1977 de treinkaping bij De Punt is beëindigd, dit om te beoordelen of bij de bevrijding van de trein geen excessief geweld is gebruikt.[1]
- Egypte staat voor de negende keer in de finale van de African Cup. In de reguliere speeltijd blijft het tegen Burkina Faso onbeslist: 1-1. In de strafschoppenserie mist Ajacied Bertrand Traoré de beslissende penalty.

### 3 februari
- Het Witte Huis maakt bekend dat er tegen dertien personen en twaalf entiteiten in of gerelateerd aan Iran sancties worden getroffen. De rechtstreekse aanleiding is de test met een ballistische raket die Iran op 29 januari uitvoerde.

### 4 februari
- Na 18 dagen van protesten met als hoogtepunt een opkomst van ongeveer 300.000 mensen in Boekarest op 1 februari, kondigt premier Sorin Grindeanu aan de omstreden noodwet van 17 januari – die onder andere corruptievergrijpen onder de 200.000 lei (±45.000 euro) niet strafbaar meer zou stellen – in te zullen trekken. Desondanks bleven de protesten doorgaan tegen de regering en corruptie.[2]
- De nationale voetbalploeg van Ghana raakt bondscoach Avram Grant kwijt. Zijn tweejarige contract wordt niet verlengd.

### 5 februari
- Het Hof van Beroep voor het 9e circuit bepaalt dat de opschorting van het Amerikaanse inreisverbod voor zeven islamitische landen gehandhaafd blijft.
- Kameroen, met bondscoach Hugo Broos, wint de African Cup 2017 door Egypte te verslaan met 2-1.

### 6 februari
- In Afghanistan vallen er meer dan honderd doden door sneeuwval die lawines veroorzaakt. Ook in delen van Pakistan vallen doden door zware sneeuwval.

### 7 februari
- De Eerste Kamer stemt met een kleine meerderheid in met een wetsvoorstel waardoor personen die in het buitenland meevechten met een terroristische organisatie, de Nederlandse nationaliteit kan worden ontnomen.
- Een meerderheid in het Israëlische parlement stemt voor een omstreden wet die zo'n 4000 illegaal gebouwde huizen van Joodse kolonisten op de Westelijke Jordaanoever met terugwerkende kracht legaliseert.[3]
- Als eerste Keniaanse ooit doet Sabrina Simader mee aan de wereldkampioenschappen alpineskiën. Op de Super-G eindigt ze in Sankt Moritz als laatste met ruim acht seconden achterstand op de verrassende Oostenrijkse winnares Nicole Schmidhofer.
- ADO Den Haag ontslaat trainer-coach Zeljko Petrovic.

### 10 februari
- De Keniaanse atlete Peres Chepchirchir scherpt het wereldrecord op de halve marathon bij de vrouwen aan. De 23-jarige Jepchirchir wint in het Arabische emiraat Ras Al-Kaimah de 21,1 kilometer in 1 uur, 5 minuten en 6 seconden.

### 11 februari
- Dafne Schippers en Churandy Martina worden bij de NK indooratletiek in Apeldoorn uitgeroepen tot beste Nederlandse atleten van 2016.

### 12 februari
- Leden van de Bondsdag en vertegenwoordigers van de Landdagen kiezen SPD-politicus Frank-Walter Steinmeier tot nieuwe bondspresident van Duitsland. Vanaf 19 maart 2017 zal hij het ambt bekleden.

### 14 februari
- Franck Passi is de nieuwe trainer van OSC Lille. De 50-jarige Fransman ondertekent een contract tot het einde van het seizoen bij de Franse voetbalclub, waar de Nederlandse aanvallers Anwar El Ghazi en Ricardo Kishna spelen.

### 15 februari
- Het Europees Parlement keurt het omstreden CETA-vrijhandelsverdrag tussen Canada en de Europese Unie (EU) met een meerderheid goed. Het verdrag treedt volledig in werking na ratificatie door alle nationale en regionale parlementen in de EU.[4]
- In Zuid-Afrika worden vier familieleden op een boerderij doodgeschoten. Het gaat om Louis, Belinda, Gert en Paulina Smuts. Het gaat om de Moddelbultboerderij in de buurt van Balfour. Deze viervoudige moord is een onderdeel van de zogenaamde plaasmoorde.[5]

### 18 februari
- De ministers van Buitenlandse Zaken van Rusland, Oekraïne, Duitsland en Frankrijk bereiken een nieuwe wapenstilstand voor de oorlog in Oost-Oekraïne. Het bestand gaat op 20 februari aanstaande in.[6]
- Na maanden van onzekerheid vieren tienduizenden inwoners van Gambia de inhuldiging van de nieuwe president Adama Barrow. Naar schatting 25.000 mensen komen bijeen in een stadion in de hoofdstad Banjul.

### 19 februari
- De Franse voetbalclub OSC Lille wordt komend seizoen getraind door de Argentijn Marcelo Bielsa. Hij tekent voor twee jaar en wordt de opvolger van Franck Passi, die eerder deze maand interim-coach Patrick Collot verving.

### 20 februari
- De EU-lidstaten besluiten unaniem binnen de Europese Octrooi Organisatie aan te dringen op stoppen met het verlenen van octrooien op veredelde groente- en fruitsoorten.

### 22 februari
- Belgische astronomen maken bekend dat de ster TRAPPIST-1 zeven planeten heeft, waarvan sommige zich in de bewoonbare zone bevinden.

### 23 februari
- Leicester City stuurt kampioenenmaker Claudio Ranieri de laan uit. De 65-jarige Italiaanse voetbalcoach, die een maand eerder nog wordt verkozen tot Trainer van het Jaar wegens de spectaculaire landstitel van The Foxes, heeft zijn krediet verspeeld.

### 27 februari
- De film Moonlight wint de Oscar voor beste film op de 89ste Oscaruitreiking in Los Angeles. De musical La La Land wint zes Oscars, waaronder die voor beste muziek en die voor beste lied.

## Overleden
← · januari · februari · maart · april · mei · juni · juli · augustus · september · oktober · november · december ·  →